# Новик (бухта)
Нови́к — бухта в акватории Японского моря, у берегов Русского острова (Приморский край, Россия). Бухта узкая и длинная, глубоко вдаётся в северную часть западного берега Русского острова между мысом Елагина и мысом Старицкого, отделяя полуостров Сапёрный от основной части острова.
В 1856 году британские военные корабли — парусный фрегат «Винчестер» (командир Мэй) и паровой шлюп «Барракуда» (командир Фримэн) — обследовали залив Петра Великого и назвали его залив Виктория, а бухту Новик — Дандэç. В 1859 г. берега Приморья обследовала русская экспедиция из 7 судов, которой руководил генерал-губернатор Восточной Сибири Николай Муравьёв-Амурский. Она переименовала ряд географических объектов, названных иностранцами, в том числе своё нынешнее название получила бухта Новик. Названа так в честь корвета «Новик».
Берега бухты высокие и обрывистые, покрытые кустарником, за исключением вершины бухты, берега которой пологие и окаймлены осушкой. Склоны прибрежных гор покрыты лесом.
Ширина бухты на входе (между мысами Елагина и Старицкого) — около 1,5 км. Мыс Елагина образован западным склоном сопки Ларионовской; от него к юго-юго-западу простирается на расстояние 2,7 км риф, представляющий собой частично осыхающую каменистую гряду с глубиной 0,3 м над оконечностью. Оконечность рифа отмечена светящимся буем. Мыс Старицкого, обрывистый и отмелый, окаймлен каменистым рифом.
Бухта Новик соединяется с бухтой Безымянной искусственным каналом, прорытым сквозь низкий перешеек, соединяющий полуостров Сапёрный с его оконечностью, которая в настоящее время называется остров Елены.
Одной из достопримечательностей бухты является небольшой живописный остров Папенберга. Летом вода в бухте хорошо прогревается, но пляжный отдых на побережье бухты не распространён из-за отсутствия удобных пляжей. Акватория бухты Новик покрывается льдом одной из первых вблизи Владивостока. Лёд держится иногда до середины апреля. В зимнее время на льду бухты рыбачит множество любителей подлёдного лова.
- Остров Папенберга
- Рыбаки в вершине бухты Новик, начало ледостава
- Канал Елены, соединяющий бухту Новик с проливом Босфор Восточный
- Вид с мыса Мелководный